# Anděl Páně
Îngerul Domnului (în cehă Anděl Páně) este un film ceh de comedie fantastică din 2005 regizat de Jiří Strach⁠(d). Scenariul este bazat pe povești populare de Božena Němcová și o poveste de Crăciun. Spune povestea unui înger incapabil care coboară pe Pământ pentru a-și dovedi valoarea și, în acest proces, își salvează propriul suflet.
În 2016, Strach a regizat o continuare, Îngerul Domnului 2⁠(d).

## Rezumat
Îngerul Petronel (Ivan Trojan) se trezește în Rai cu o zi înainte de ziua de naștere a lui Iisus. El aleargă la o repetiție a corului de îngeri, dar dirijorul corului – arhanghelul Gabriel (Gabriela Osvaldová) – îl dă afară pentru că a cântat dezacordat. Fecioara Maria (Klára Issová) îi dă prima sa sarcină – să scoată o tavă cu fursecuri de Crăciun din cuptor – dar Petronel se împiedică și răstoarnă fursecurile. 
Dumnezeu vede dezastrul și îl ia deoparte pe Petronel. Totuși, Petronel se crede impecabil și crede că ceilalți pur și simplu nu văd cât de bun este. El se plânge lui Dumnezeu (Jiří Bartoška) că are nevoie de o oportunitate ca să arate din ce este făcut. Dumnezeu îi îndeplinește această cerere, cerându-i să-l înlocuiască pe Sfântul Petru la porțile de mărgăritar cât timp acesta din urmă este plecat să pescuiască.
Acolo îl întâlnește pe diavolul Uriáš (Jiří Dvořák), care are și el o datorie la porțile raiului. Uriáš se află acolo pentru a-i duce pe cei păcătoși în Iad după ce este examinată conștiința fiecărui suflet nou-sosit. 
Petronel judecă pe rând trei suflete. Primul suflet care sosește, doamna Vomáčková (Jana Hlaváčová), este condamnată la iad de Petronel pentru că a bârfit. Apoi o condamnă la Iad pe stareța Magdalena (Jiřina Jirásková) pentru că a furat dulciuri și a mințit în copilărie. Al treilea suflet este servitorul Lorenc (Stanislav Zindulka), Petronel nici măcar nu-i examinează conștiința, ci îl condamnă imediat la Iad.
Apoi Petronel și Uriáš încep să-și neglijeze îndatoririle, iar în fața porții cerești se formează o coadă mare de suflete, care așteaptă să intre, deoarece diavolul și îngerul joacă cărți împreună, până la sosirea lui Dumnezeu. Îi mustră pe amândouă și îi explică lui Petronel că Vomáčková și Magdalena au făcut suficient bine pentru ca păcatele lor minore să fie iertate și că servitorul Lorenc nu a făcut niciodată rău nimănui. Totuși, în loc să regrete deciziile sale, Petronel începe să-L critice pe Dumnezeu. După Petronel, lui Dumnezeu îi pasă prea puțin de lume, motiv pentru care nimeni nu este complet fără de păcat. Dumnezeu îi explică că nu poate urmări fiecare pas al omului, dar Petronel continuă să spună ceea ce gândește. Dumnezeu îl mustră pe Petronel pentru că și-a permis să-L insulte pe Dumnezeu și, din moment ce Petronel nu încetează, Dumnezeu decide să-l pedepsească. Pentru a experimenta personal cât de complecși sunt oamenii, Petronel este trimis în Lume ca un călugăr cerșetor și are sarcina de a îndrepta cel puțin un păcătos într-o zi. Dacă eșuează, va merge în Iad printre îngerii căzuți. Uriáš merge cu el, deoarece trebuie să-l păzească pe neexperimentatul Petronel. Pentru a măsura ziua, Dumnezeu răstoarnă o clepsidră, iar pe parcursul filmului se arată de mai multe ori cum timpul lui Petronel se scurge, ceea ce dă avânt intrigii.
Între timp, o altă poveste are loc pe Pământ. Într-un castel, administratorul moșiei (Oldřich Navrátil), păstrătoarea cheilor (Zuzana Stivínová cea Tânără) și executorul judecătoresc (Josef Somr) îl jefuiesc pe contele Maximilian (David Švehlík), care se dedică mai mult desfrâului, cărților de joc și vinului decât propriei moșii. 
Tânăra servitoare Dorotka (Zuzana Kajnarová) îl îndrăgește pe conte. Când vine la castel ca un cerșetor, Petronel le îndeplinește imediat dorințele secrete cu ajutorul genții magice a diavolului. El crede că toată lumea se va perfecționa atunci când obține ceea ce își dorește. Contele este transformat instantaneu într-un cerșetor murdar și zdrențăros, păstrătoarea cheilor primește o grămadă mare de monede de aur, iar administratorul moșiei primește o tânără frumoasă, pe Dorotka. Dar o intenție bună eșuează foarte repede. Păstrătoarea cheilor și îngrijitorul conspiră împotriva tinerei Dorotka, îi pun în cufăr linguri de argint furate și bani, o acuză de furt, o leagă de stâlpul infamiei și o amenință cu biciuirea publică. Tânărul conte ajunge și el legat de stâlpul infamiei chiar lângă Dorotka. Administratorul, împreună cu magistratul (Josef Somr), aranjează eliberarea și grațierea Dorotkăi, cu condiția ca aceasta să se căsătorească imediat cu administratorul. Dorotka, care este foarte nefericită pentru că se gândește în secret la Maximilian, acceptă să se căsătorească cu administratorul doar pentru ca oamenii să nu o considere o hoață.
Fecioara Maria vrea să îl pedepsească pe Petronel pentru situația carea provocat-o. De asemenea, îl acuză că a folosit geanta magică a diavolului. Petronel își dă seama de greșeală și decide să îndrepte lucrurile. El cere ajutorul cerului, nu al iadului. Mai întâi, cu ajutorul Sfintei Barbara, ajunge în închisoarea contelui. Maximilian își dorește să fie la cel puțin 50 de kilometri distanță, iar Uriáš îi îndeplinește această dorință. Petronel se ceartă cu el pentru că nu mai vrea să folosească vrăji infernale. El se îndreaptă spre castel împreună cu Maximilian. Pe drum, cu ajutorul Sfintei Lucia, fac ca noaptea să treacă repede, astfel încât el și Maximilian să poată ieși din pădure. Îi cer lui Pankrác, Servác și Bonifaciu să înghețe lacul ca să îl traverseze. Apoi cer Sfântului Martin calul său, Běloušek, pentru că sunt deja epuizați și există riscul să nu ajungă la Dorothea și la nunta sa cu administratorul moșiei. Aceștia sosesc exact când își dau sărutul de nuntă. Curând se dovedește că Uriáš îmbrăcat în preot i-a căsătorit și, din moment ce el este diavolul, nunta nu este validă. 
Maximilian o ia pe Dorotka și, împreună cu îngerul și cu diavolul, o duce la o biserică. Petronel vrea să-i căsătorească acolo. Dar Dorotka se teme că oamenii o vor crede hoață și nu vrea să se căsătorească cu un cerșetor. Ea recunoaște că îl iubește pe Maximilian. Toată lumea o convinge că cerșetorul este contele, dar Dorotka tot nu-l recunoaște. 
O imagine cu o clepsidră arată că Petronel mai are foarte puțin timp. Pentru că lui Petronel îi pare rău pentru ceea ce a provocat și vrea să repare totul, împrumută din nou geanta infernală, chiar dacă Uriáš îl avertizează că, procedând astfel, dă o mână de ajutor Iadului. 
Cu ajutorul acestei genți magice, Petronel îl transformă pe contele Maximilian dintr-un cerșetor într-un tânăr nobil cu haine scumpe și frumoase. Contele Maximilian și Dorotka se îmbrățișează. Petronel este fericit că a rezolvat totul și i-a ajutat pe Dorotka și Maxmilián să-și găsească fericirea. Totuși, propria sa soartă pare pecetluită - probabil că nu va avea timp să îndrepte un păcătos.
Clepsidra se umple cu nisip, iar Petronel și Uriáš dispar de pe Pământ. Cu toate acestea, Petronel este surprins să constate că nu a ajuns în Iad, ci în Rai. Aici îl întreabă pe Dumnezeu de ce este din nou în Rai deoarece nu și-a îndeplinit sarcina. Dumnezeu îi explică lui Petronel că a îndreptat un păcătos - și anume pe el însuși. A comis o faptă măreață atunci când și-a riscat propria soartă pentru fericirea contelui Maximilian și a Dorotheei, meritând astfel iertarea păcatelor sale minore din trecut. 
În final, toată lumea sărbătorește ziua de naștere a lui Isus copil în Ajunul Crăciunului. Cei trei regi îi aduc o prăjitură. Povestea de pe Pământ are un final deschis, deoarece nu este clar în totalitate dacă contele Maximilian se va căsători imediat cu Dorothea...

## Distribuție și personaje
- Ivan Trojan⁠(d) – îngerul Petronel
- Jiří Dvořák⁠(d) – diavolul Uriáš
- Zuzana Kajnarová – servitoarea Dorotka
- David Švehlík⁠(d) – contele Maxmilián
- Oldřich Navrátil⁠(d) – Metoděj, administratorul moșiei
- Zuzana Stivínová Jr. – Francka, păstrătorul cheilor
- Jiří Bartoška⁠(d) – Dumnezeu
- Klára Issová⁠(d) – Fecioara Maria
- Jiří Pecha – Sfântului Nicolae
- Veronika Žilková⁠(d) – Sfânta Veronica
- Anna Geislerová – Sfânta Ana
- Gabriela Osvaldová⁠(d) – Arhanghelul Gabriel
- Josef Somr⁠(d) – comisar
- Jana Štěpánková – bucătarul Róza
- Jana Hlaváčová⁠(d) – sufletul văduvei Vomáčková
- Jiřina Jirásková – sufletul stareței Magdalena
- Stanislav Zindulka – sufletul servitorului[7] Lorenc
- Oldřich Vlach – slujitorul Josef
- Corul de copii Boni Pueri⁠(d) – corul de îngeri

## Producție
A fost filmat, printre altele, în castelele Kašperk⁠(d), Křivoklát, Český Šternberk, la Lacul Negru și în Biserica „Sf. Mauriciu” din Annín.